# Bothia castanella
Bóthia castanélla (лат.) — вид шляпочных грибов из семейства болетовые. Типовой вид рода Bothia. Научное название дано роду в честь известного американского миколога Эрнста Бота. Видовой эпитет castanella означает «небольшой каштан», что относится к коричневой шляпке гриба.

## Синонимы
- Boletinellus castanellus (Peck) Murrill 1909
- Boletinus castanellus Peck 1900
- Boletinus squarrosoides Snell & E.A. Dick 1936
- Chalciporus castanellus (Peck) L.D. Gómez 1997, nom. inval.
- Chalciporus squarrosoides (Snell & E.A. Dick) L.D. Gómez 1997, nom. inval.
- Gyrodon castanellus (Peck) Singer 1938
- Phylloporus squarrosoides (Snell & E.A. Dick) Singer 1938
- Suillus castanellus (Peck) A.H. Sm. & Thiers 1964
- Xerocomus castanellus (Peck) Snell & E.A. Dick 1958
- Xerocomus squarrosoides (Snell & E.A. Dick) Singer 1946

Возможный синоним — типовой экземпляр не сохранился:
- Boletus pocono Schwein. 1832

## Биологическое описание
- Шляпка 3—10 см в диаметре, в молодом возрасте выпуклой или плоско выпуклой формы, затем становится плоско-вдавленной, с сухой, бархатистой поверхностью у молодых грибов красно-коричневого, тёмно-коричневого или шоколадно-коричневого цвета, затем выцветает. Край шляпки иногда неправильно волнистый, у некоторых грибов черноватый.
- Мякоть мягкая, белого или беловатого цвета, иногда слабо коричневеющая на воздухе, без особого запаха и с обычно пресным вкусом.
- Гименофор трубчатый, нисходящий на ножку, вокруг неё у взрослых грибов с углублением, поры шестиугольные, до 4 мм шириной, светло-коричневого цвета, у большинства экземпляров темнеющие при прикосновении.
- Ножка центральная или эксцентрическая, 2—6 см длиной и 0,8—1,8 см толщиной, в верхней и нижней частях расширенная, сухая, в верхней части покрытая тёмно-коричневой сеточкой, более светлая, чем шляпка, у молодых грибов обычно темнеющая при повреждении.
- Споровый порошок жёлто-коричневого цвета цвета.
- Пищевые качества не изучены.

### Микроскопические характеристики
Споры 7,7—11,3×3,5—5,6 мкм, эллиптической или яйцевидной формы, гладкие, тонкостенные, неамилоидные. Базидии гиалановые или желтоватые, декстриноидные, с 4 стеригмами, 25—35×7—9 мкм. Плевроцистиды и хейлоцистиды многочисленные, обычно веретеновидной формы, чаще всего гиалиновые, неамилоидные, 45—70×7—12 мкм. Пилеипеллис — триходермис из прямостоящих цилиндрических гиф.

## Экология
Произрастает одиночно или небольшими группами на земле в широколиственных и смешанных лесах. Образует микоризу с дубом. Известен в восточной части Северной Америки.